# Atambua
Atambua è una città dell'isola di Timor in Indonesia, situata nella provincia delle Piccole Isole della Sonda.
È sede vescovile cattolica.